# St. Elisabeth (Ellingen)

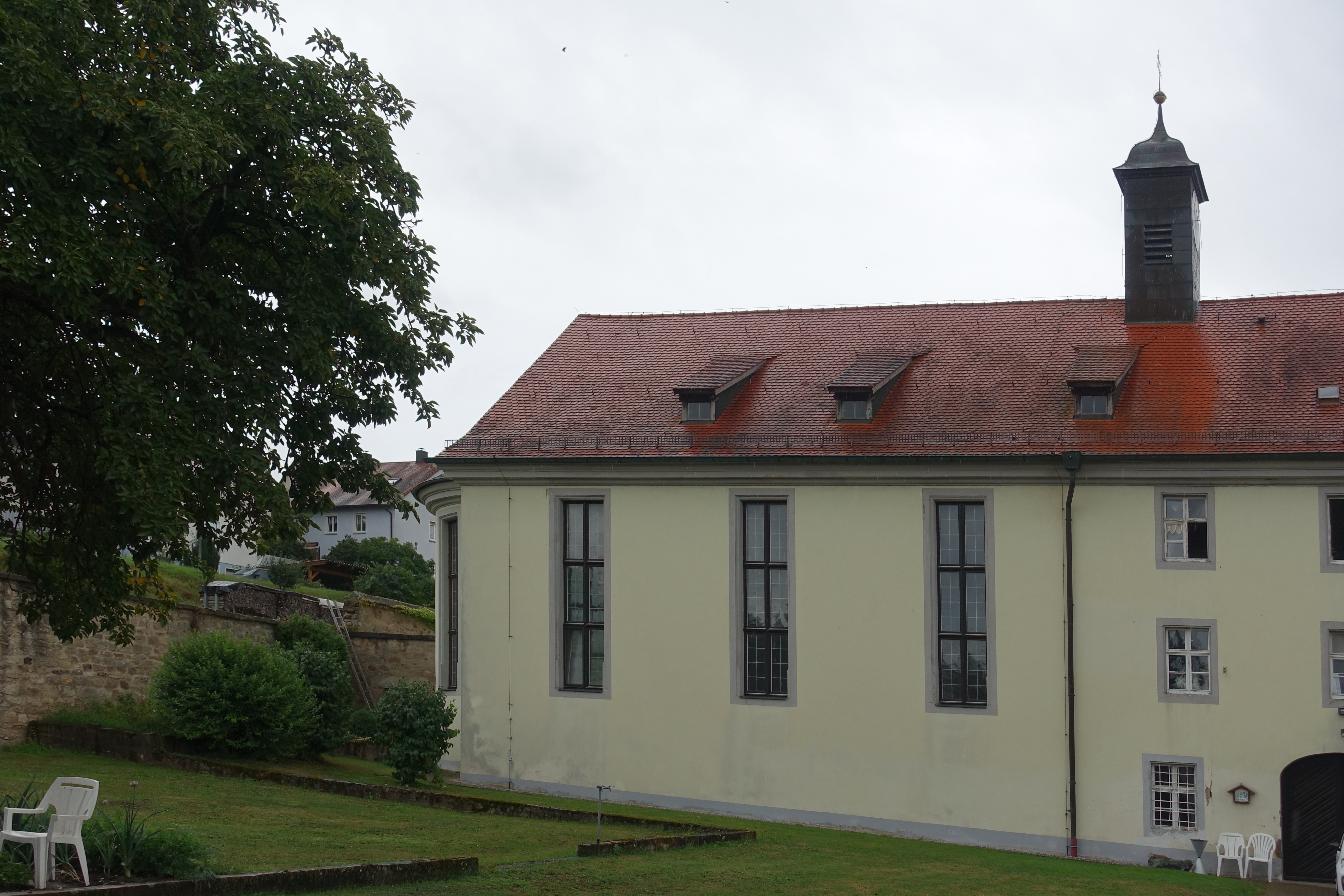
Spitalkirche

Die katholische Spitalkirche St. Elisabeth bildet den beherrschenden barocken Nordabschluss Ellingens, einer Stadt im mittelfränkischen Landkreis Weißenburg-Gunzenhausen. Das Bauwerk mit der postalischen Adresse Rosental 35 ist unter der Denkmalnummer D-5-77-125-84 als Baudenkmal in die Bayerische Denkmalliste eingetragen. Das Patrozinium der Kirche ist die hl. Elisabeth von Thüringen.

## Geschichte
Das Elisabethspital wurde in der zweiten Hälfte des 12. Jahrhunderts von Walter von Ellingen und seiner Frau Kunigunde gestiftet. Seit 1216 steht es unter Verwaltung des Deutschen Ordens. 1705 wurde es außerhalb der Stadt unter Landkomptur Philipp Benedikt Forstmeier von Gelnhausen verlegt. Die Kirche wurde 1708 errichtet. Das Hospital wurde unter dem Landkomtur Carl von Eyb im Jahr 1753 um den die Straße bestimmenden Gebäudetrakt erweitert und erhielt damit die bis heute erhaltene äußere Form.

## Baubeschreibung
Das Innere der Saalkirche wurde unter dem Landkomtur Karl Heinrich von Hornstein in der Zeit um 1730–1740 einheitlich ausgestattet. Prägend sind der feine Stuck im Kunststil der Régence von Franz Joseph Roth und die Deckenmalerei mit christlichen Motiven.
Das mit einem Satteldach bedeckte Kirchenschiff trägt einen Dachreiter und mehrere Dachgauben. Durch große Fenster wird der Innenraum beleuchtet. Die Achsen werden durch marmorierte Pilaster getrennt. Der halbrunde eingezogene Chor und der Raum für die Laien, er bietet Platz für 100 Besucher, sind durch einen Chorbogen voneinander getrennt. Über ist das Wappen des Bauherren gemalt. Das Langhaus hat ein flaches Tonnengewölbe mit kleinen Stichkappen über den Fenstern, der Chor hat ein Kappengewölbe.
Thema des großen zentralen Deckengemäldes ist die Speisung der Fünftausend. Ergänzend zeigen die Bilder in den Stichkappen über den Fenstern einige Seligpreisungen aus der Bergpredigt. Die Bilder in den Zwickeln sind monochrom gemalt. Sie stellen emblematisch die Tugenden dar.
Beim Hochaltar wurde auf architektonische Elemente verzichtet. Er besteht aus Mensa, Tabernakel und dem großformatigen Gemälde, in dem die Kirchenpatronin, Elisabeth von Thüringen, dargestellt ist. Der breite Bilderrahmen ist mit üppigen Akanthusranken geschnitzt. Hinter dem Altar ist noch ein Raum abgetrennt, der als Sakristei dient. Auch die beiden Seitenaltäre bestehen aus Bildern, einer Kreuzigung und einer Pietà. Der dreiteilige Beichtstuhl ist um 1730 entstanden.